# Sender Weiskirchen
Der Sender Weiskirchen des Hessischen Rundfunks stand im nordwestlichen Gemarkungsgebiet der hessischen Stadt Rodgau nahe der Autobahn 3. Aus Kostengründen hat der Hessische Rundfunk Ausstrahlungen auf Mittelwelle ab 1. Januar 2010 grundsätzlich eingestellt, somit auch den Betrieb des Senders Weiskirchen.
Am 11. April 2012 um 12:30 Uhr wurden durch Sprengung von Abspannseil-Ankern beide Sendemasten niedergelegt.

## Frequenz und Abstrahlung

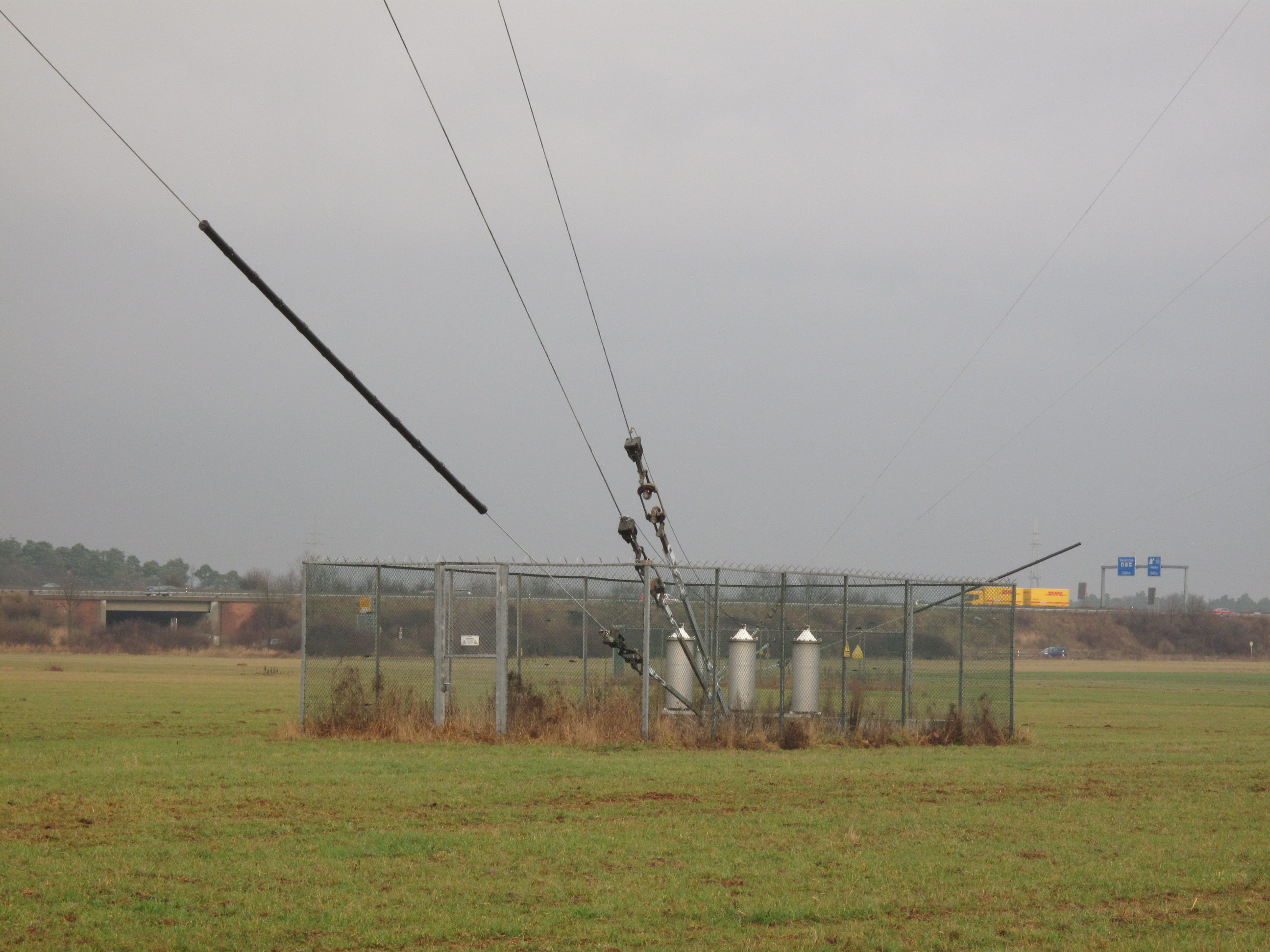
Abspanndrähte des westlichen Sendemastes mit den Erdungsspulen

Der Rodgauer Stadtteil Weiskirchen war von 1967 bis 2012 Standort eines Mittelwellensenders des Hessischen Rundfunks für die Frequenz 594 kHz. Bis zur Umstellung auf durch neun teilbare Frequenzen im Rahmen des Genfer Wellenplans 1978 lag die Sendefrequenz bei 593 kHz. Bis 1994 betrug die Sendeleistung 400 kW. Ab 1994 wurde mit nur noch 300 kW gesendet. Der Sender Weiskirchen besaß eine Richtantenne, die aus zwei gegen Erde isolierten 126,5 m hohen selbststrahlenden Sendemasten in Stahlskelett-Bauweise bestand. Im Unterschied zu anderen Mittelwellensendemasten waren die verwendeten Pardunen nicht mit Isolatoren unterteilt, sondern über Spulen, die sich unmittelbar neben dem Ankerblock befanden, geerdet. Man vermied auf diese Weise die Durchführung von Wartungsarbeiten an Überspannungsableitern an schwer zugänglichen Zwischenisolatoren. Der Sender Weiskirchen arbeitete mit dem Sender auf dem Hohen Meißner im Gleichwellenbetrieb. Auch hier endete der Mittelwellenbetrieb am 1. Januar 2010. Das Richtdiagramm des Senders Weiskirchen besaß ein Maximum in nordwestlicher und zwei Minima jeweils in nordöstlicher und südöstlicher Richtung. Durch Regelung der Einspeiseleistung je Sendemast konnte das Richtdiagramm verändert werden, im Zusammenwirken mit dem Sender Hoher Meißner lag das Maximum sogar gen Osten.

## Betrieb
Die Einspeisung des Programms erfolgte per Kabel, alternativ über eine Funkstrecke vom Großen Feldberg. Der erste Sender, von 1967, war ein Röhrensender mit wassergekühlten Röhrenendstufen. Der ganze Sender war doppelt ausgeführt, um bei einem Röhrenwechsel nur einen kurzen Sendeausfall zu erzeugen, der vom Rundfunksprecher mit den Worten Es folgt eine kurze Umschaltpause angekündigt wurde. Später wurde die Station mit einem Halbleitersender, der nur noch eine wassergekühlte Endröhre hatte, modernisiert. Dieser moderne Sender hatte dann keinen Reservesender mehr und arbeitete mit dem energiesparenden Verfahren Dynamische Amplitudenmodulation (DAM). Die Energieversorgung erfolgte im Normalfall durch das örtliche Stromnetz, bei Netzausfall durch einen innerhalb von 10 bis 20 Sekunden startenden Dieselgenerator. Zum Anlassen des Generators (Schiffsdiesel) wurde Pressluft aus Flaschen verwendet. Der Start erfolgte bei Stromausfall automatisch. Im Notbetrieb war die Sendeleistung auf etwa 100 kW reduziert. Seit Umstellung auf computergestützte Fehlererkennung wurde der Sender zusätzlich vom Großen Feldberg aus automatisch überwacht.

## Gebäude

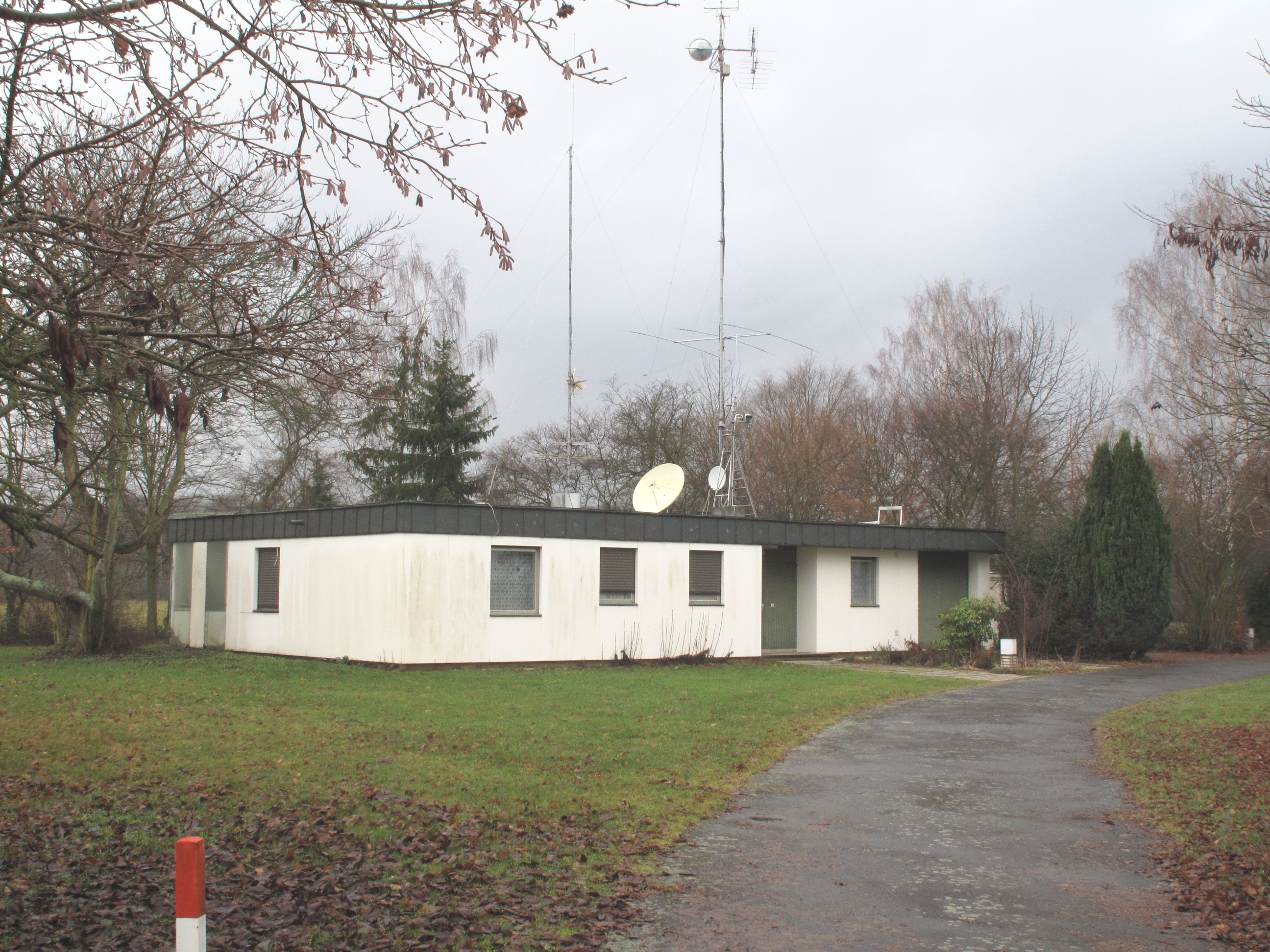
Ehemaliges Wohn- und Dienstgebäude

Unmittelbar neben der entfernten Sendeanlage befindet sich das ehemalige Dienst- und Wohngebäude des Senderwarts, dessen Dach und Außenwände durch geerdete Kupferummantelung vor elektromagnetischer Strahlung geschützt sind. Die Gebäude wurden im Winter durch die Abwärme der Röhrenkühlung geheizt. Das Wohngebäude wurde vom Senderwart bis zur Stilllegung des Senders bewohnt. Auch das eigentliche Sendergebäude ist mit geerdeten Kupferplatten ummantelt, damit trotz der unmittelbaren Nähe zum Antennenmast alle Messsysteme störungsfrei arbeiten konnten.

## Programmversorgung
Zunächst versorgte die Senderkombination Weiskirchen und Hoher Meißner ohne Frequenzumschaltung mobile Empfänger (Autoradios) mit dem UKW-HR1-Programm, das mit einer Funkstrecke, später durch Telefonkabel, übermittelt und auf die Mittelwellenfrequenz umgesetzt wurde. Bis zur Wende 1989 wurde dieses Programm aufgrund der großen Reichweite in den Nachtstunden durch Veränderung der Richtdiagramme beider Sender vorwiegend gen Osten abgestrahlt. Bis zur Stilllegung wurden das Hörfunkprogramm hr-info, von 19–22 Uhr die Sendung für Ausländer, sowie Übertragungen von Landtags- und Bundestagsdebatten oder Großveranstaltungen gesendet.

## Abbau

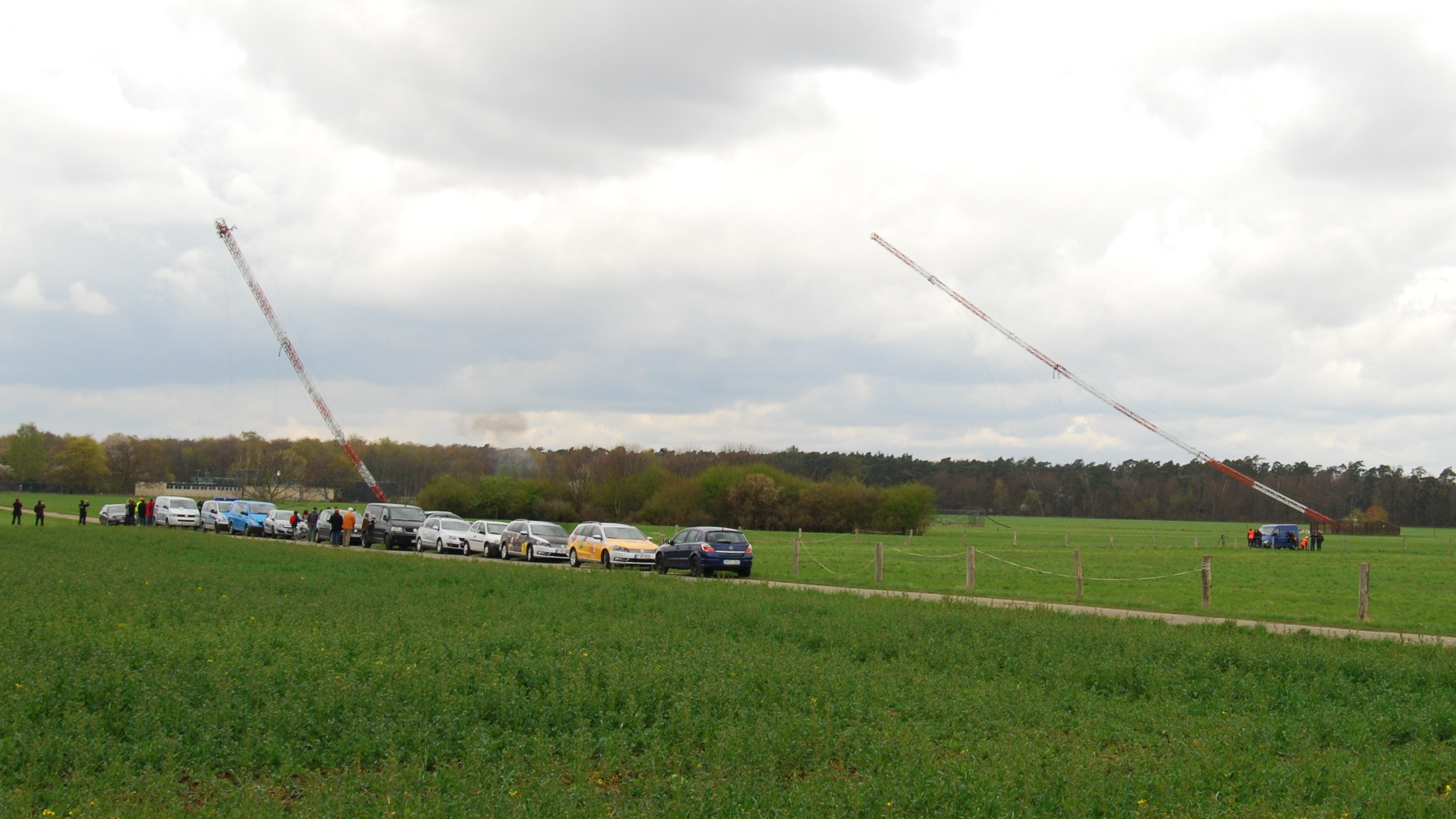
Sprengung der Sendemasten am 11. April 2012

Am Mittwoch, den 11. April 2012, wurden um 12:30 Uhr drei Spannseile der Antennen durch Sprengungen gekappt. Dadurch fielen die beiden Masten, welche das Landschaftsbild Jahrzehnte lang prägten, kontrolliert ihrem endgültigen Ende entgegen.

## Bildergalerie

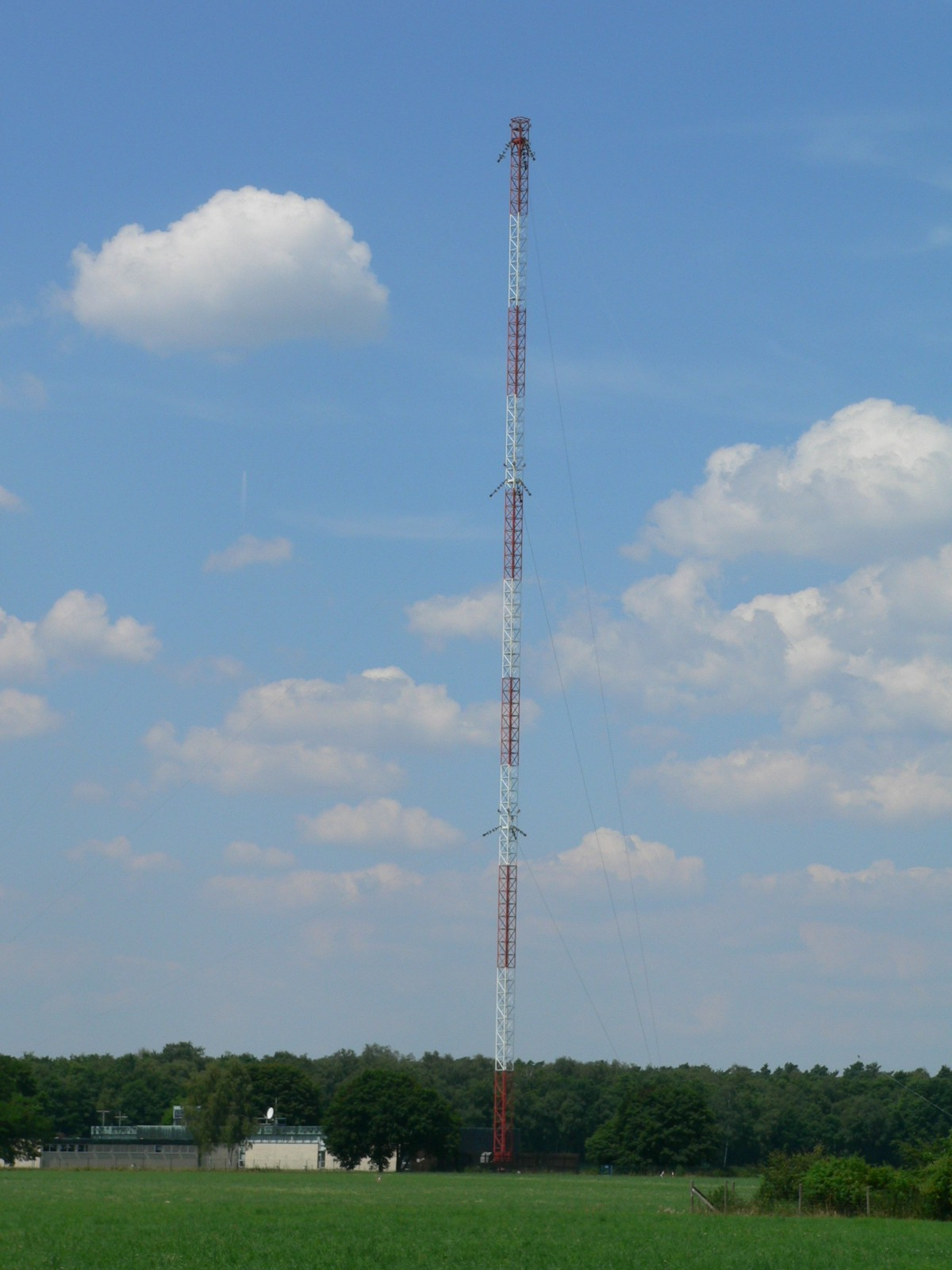
Westlicher Sendemast
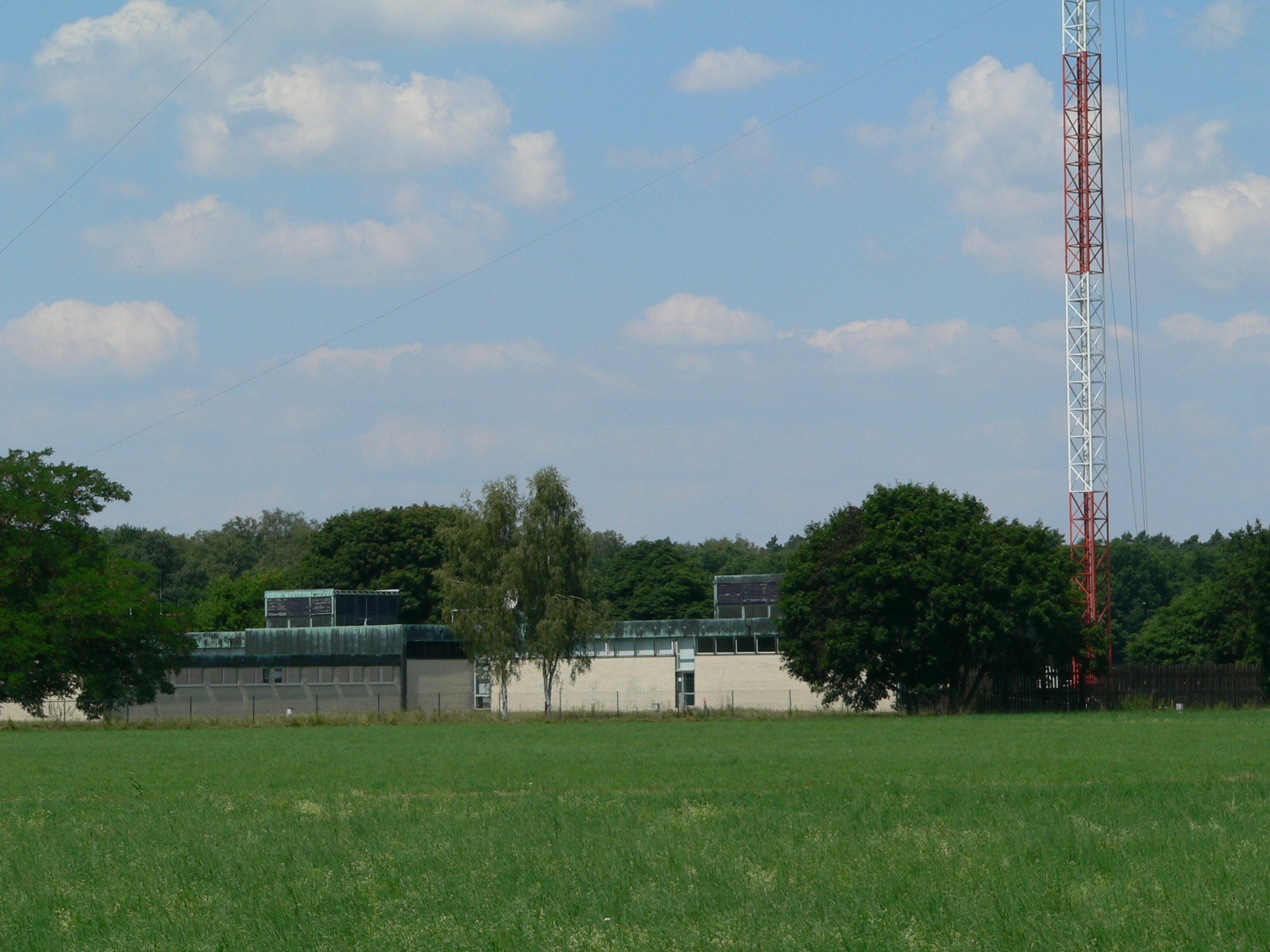
Sendergebäude
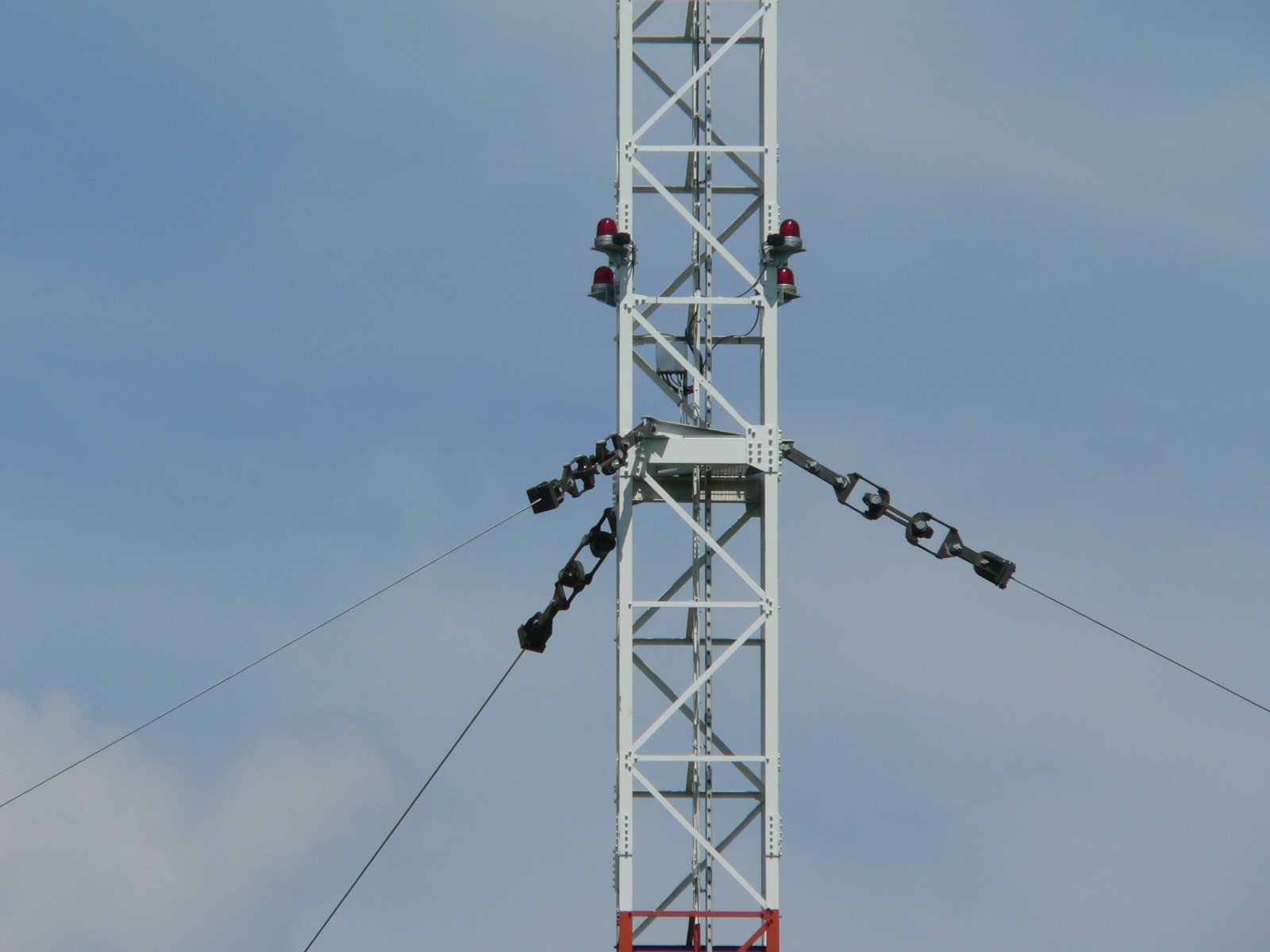
Abspannung
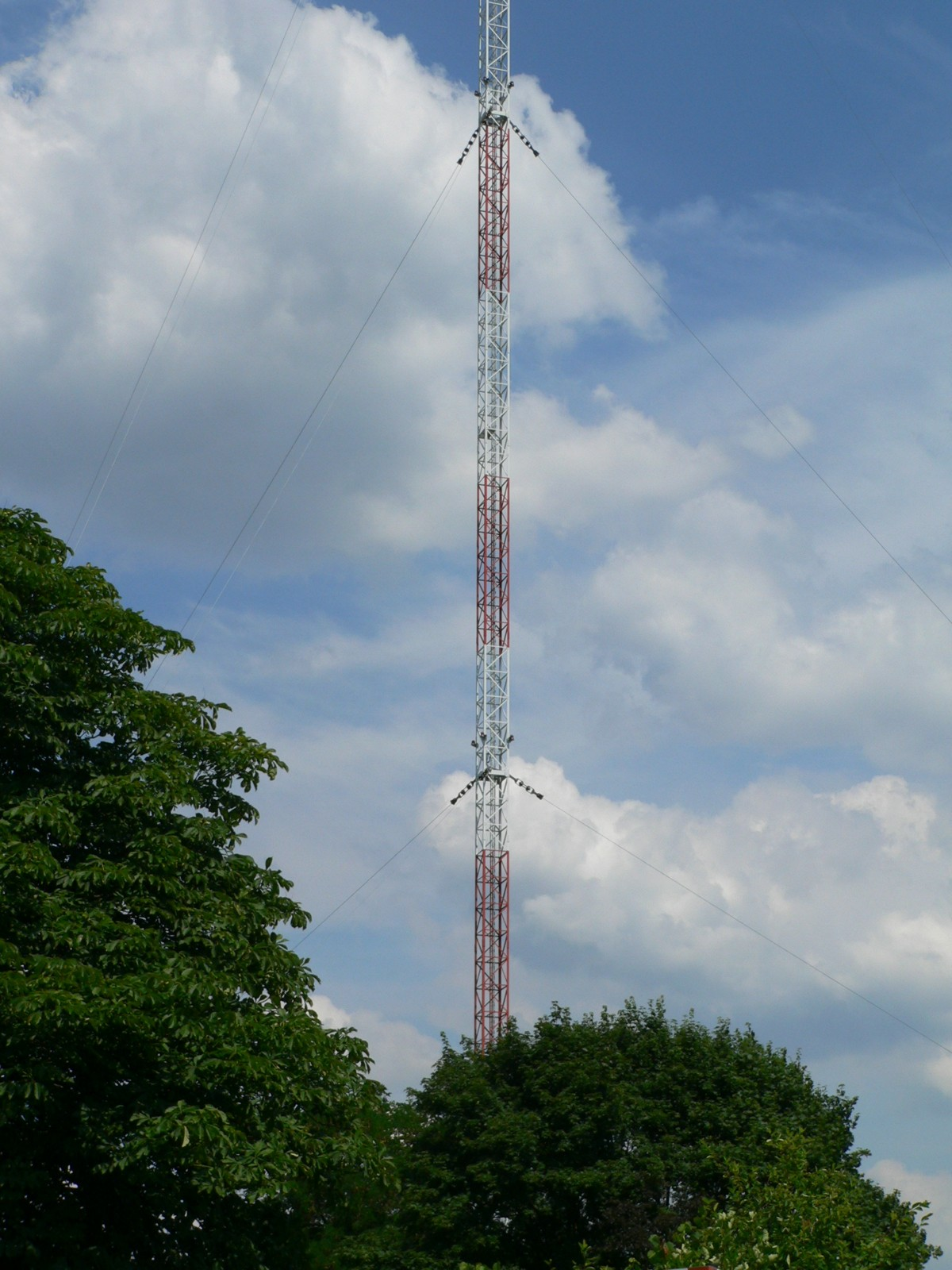
Östlicher Sendemast
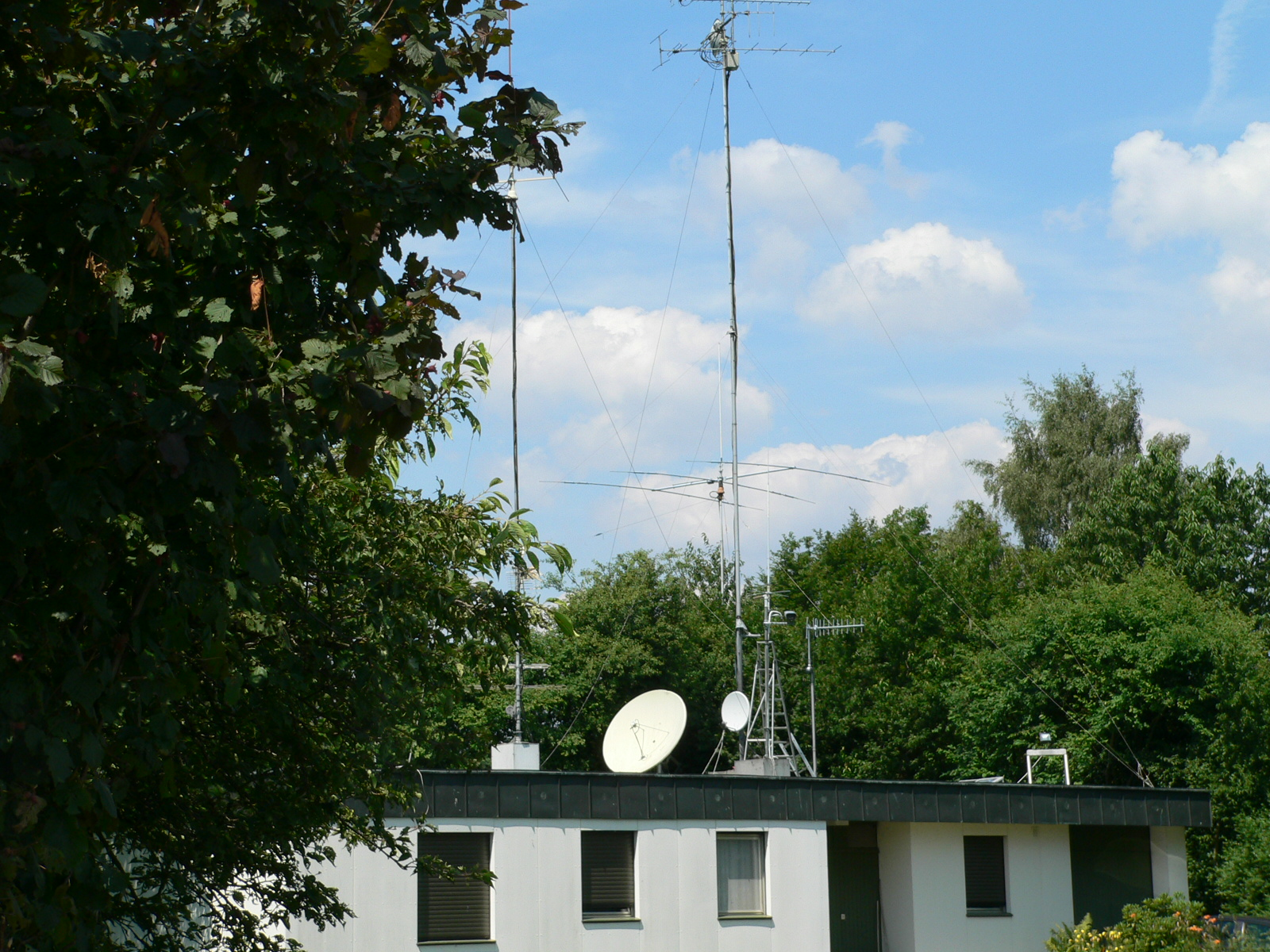
Antennen auf dem Dienstgebäude
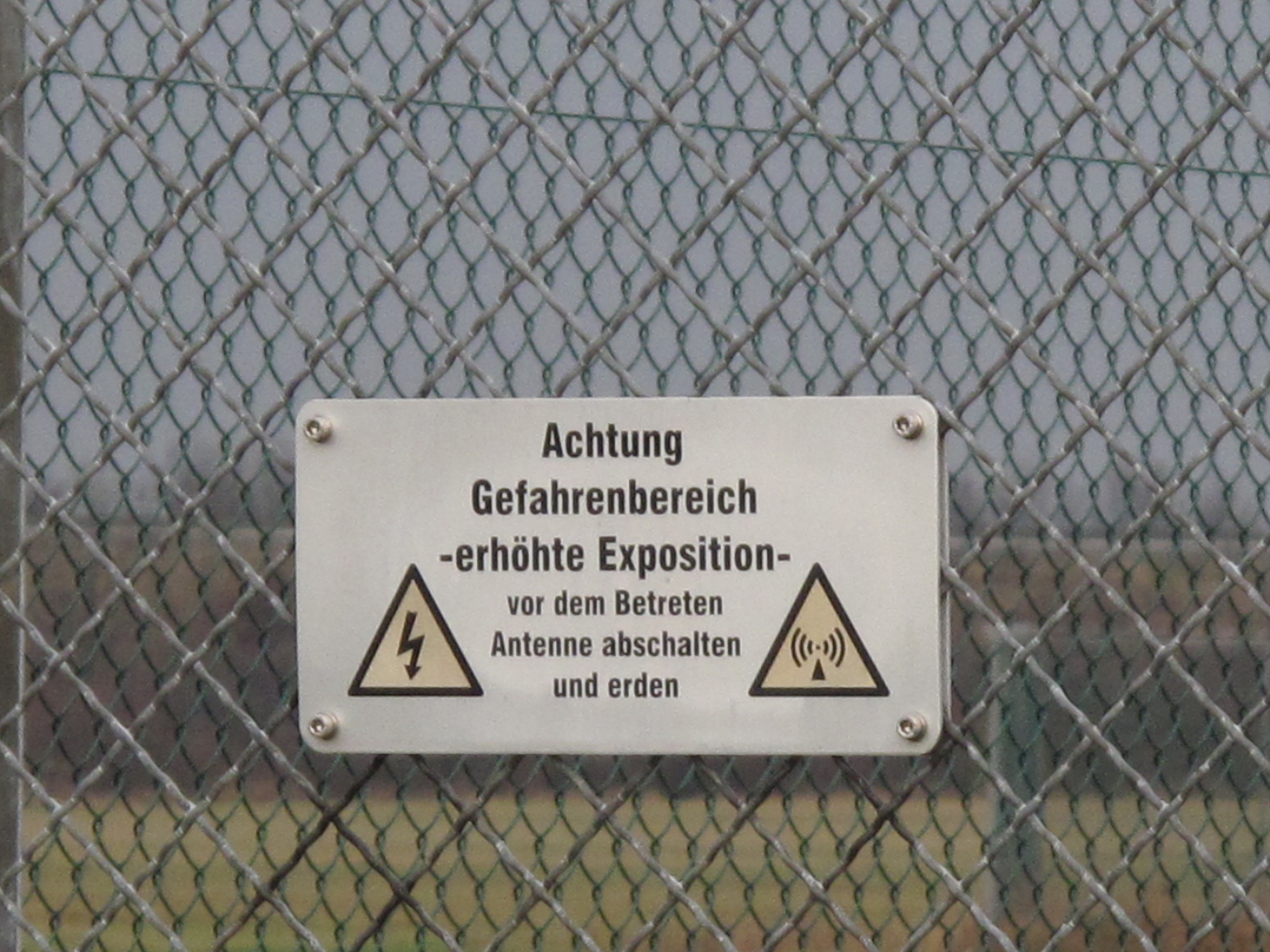
Warnschild an den umzäunten Abspanndrähten
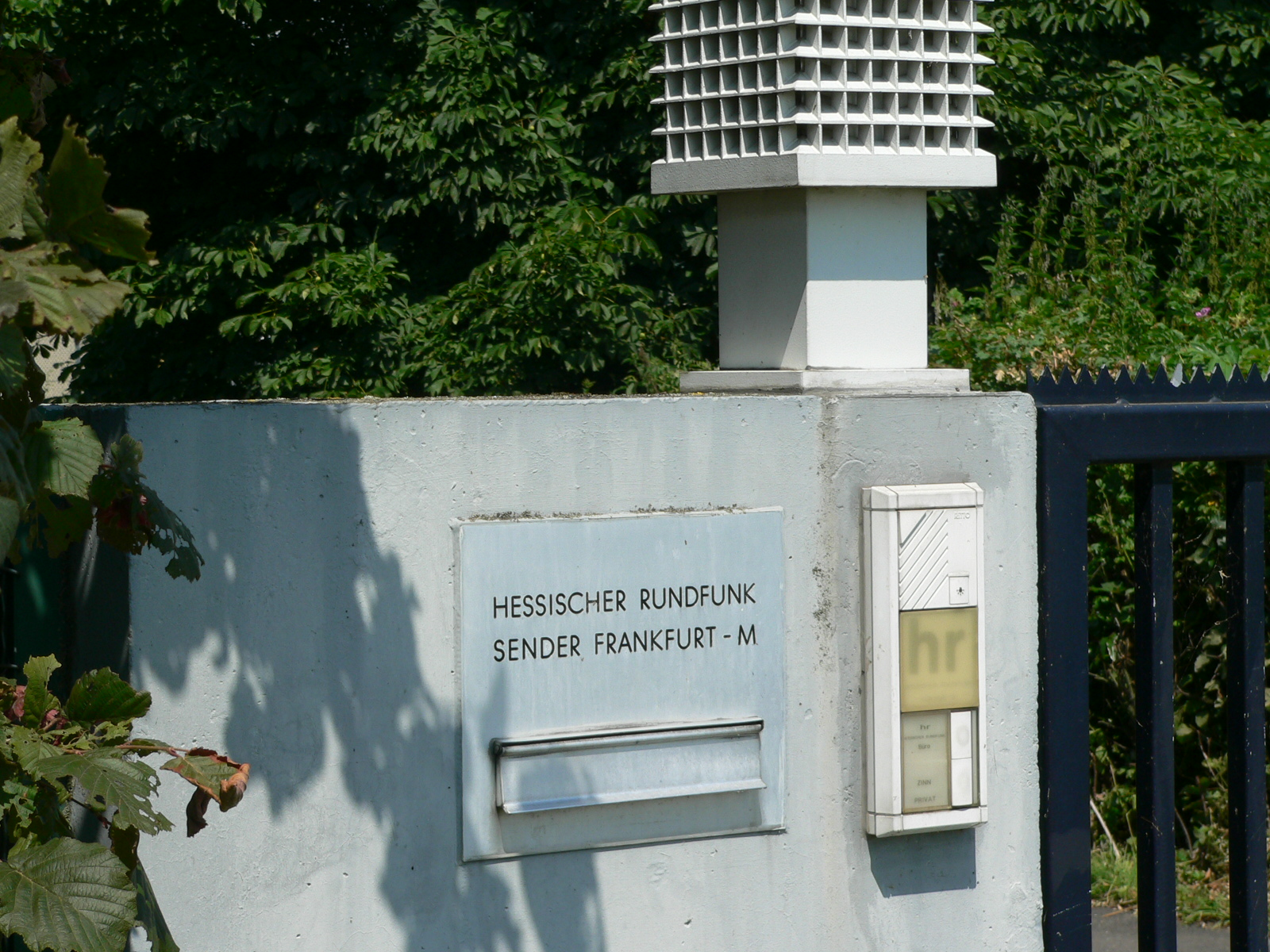
Briefkasten mit Hinweisschild